# Museu da Misericórdia do Porto
O Museu da Misericórdia do Porto localiza-se centro histórico do Porto, na rua das Flores, no edifício que foi sede da instituição a partir de meados do século XVI até ao ano de 2013.
A visita ao museu permite conhecer a história da Santa Casa da Misericórdia do Porto, os seus propósitos institucionais e as suas coleções de arte.
O percurso museológico integra a Igreja da Misericórdia do Porto e a Galeria dos Benfeitores, exemplar da arquitetura do ferro e vidro da cidade.
O museu foi inaugurado a 15 de julho de 2015.
Em 3 de junho de 2016, foi distinguido com o Prémio Museu Português do ano 2016, atribuído pela Associação Portuguesa de Museologia.

## Acervo
O museu apresenta coleções de pintura, escultura, arte sacra, divididas por salas:
- Sala 1 - Misericórdia do Porto: História e Ação
- Sala 2 - Benfeitores
- Sala 3 - Pintura e Escultura
- Sala 4 - Ourivesaria e Paramentaria
- Sala 5 - Sala da Igreja
- Sala 6 - Administração
- Sala 7 - Casa do despacho

Integra nas suas colecções obras de Colijn de Coter, Diogo Teixeira, Josefa de Óbidos, Vieira Lusitano, João Glama Ströberle, Francisco José Resende, Veloso Salgado, Aurélia de Souza, Sofia Martins de Souza, Joaquim Vitorino Ribeiro, António Carneiro e Acácio Lino, entre outros.

## Aquisições
Em 28 de janeiro de 2016, o museu adquiriu a pintura "A Sagrada Família com São João Batista, Santa Isabel e Anjos", de Josefa de Óbidos, num leilão da Sotheby's, em Nova Iorque, por 250 mil dólares (cerca de 228 mil euros).